# Carl Friedrich Gustav Waehneldt

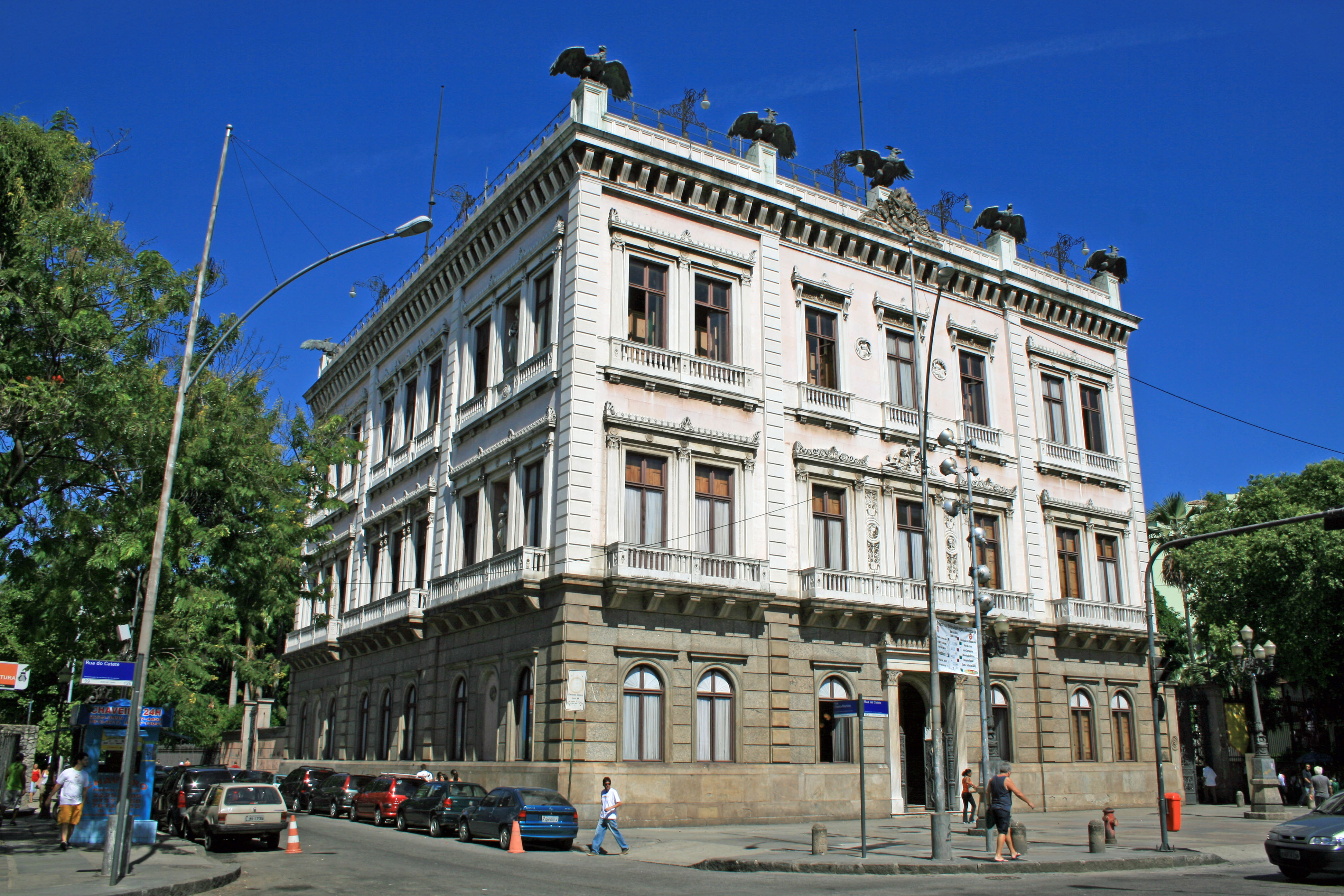
Palácio do Catete

Carl Friedrich Gustav Waehneldt (1830 — 1873) foi um arquiteto prussiano, posteriormente, alemão (pois a fundação do Império Alemão data de 18 de janeiro de 1871, como consequência da unificação alemã).
Nascido no reino da Prússia, Waehneldt foi o arquiteto responsável pela projeto do Palácio do Catete, no Rio de Janeiro, o qual serviu, primeiramente, como residência da família do cafeicultor luso-brasileiro Antônio Clemente Pinto, barão de Nova Friburgo, e, posteriormente, como sede do Poder Executivo do Brasil de 1897 até 1960.
Foi também quem projetou o Palacete do Gavião, casa sede da Fazenda Gavião, de propriedade do Barão e do Conde de Nova Friburgo, na localidade de Cantagalo, no estado do Rio de Janeiro.
Foi responsável também por alterações na Igreja da Candelária, no Rio de Janeiro e pelo projeto vencedor do concurso para a construção do Teatro Provisório (depois chamado Teatro Lírico Fluminense) em 1852, no Campo da Aclamação, na corte.